# Cucullia anthocharis
Cucullia anthocharis är en fjärilsart som beskrevs av Charles Boursin 1969. Cucullia anthocharis ingår i släktet Cucullia och familjen nattflyn. Inga underarter finns listade i Catalogue of Life.